# Bahía Inútil

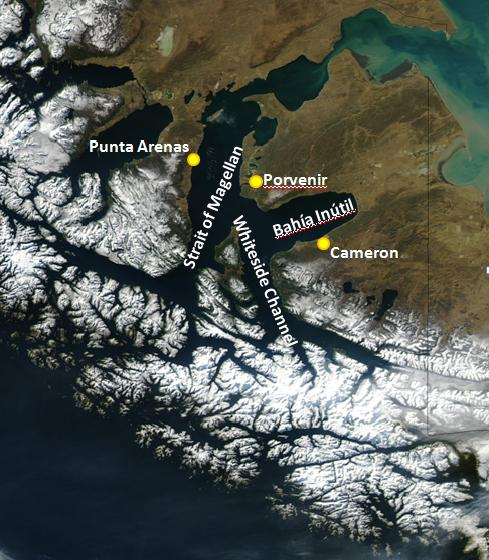
Imagen satelital de Bahía Inútil y el Estrecho de Magallanes.

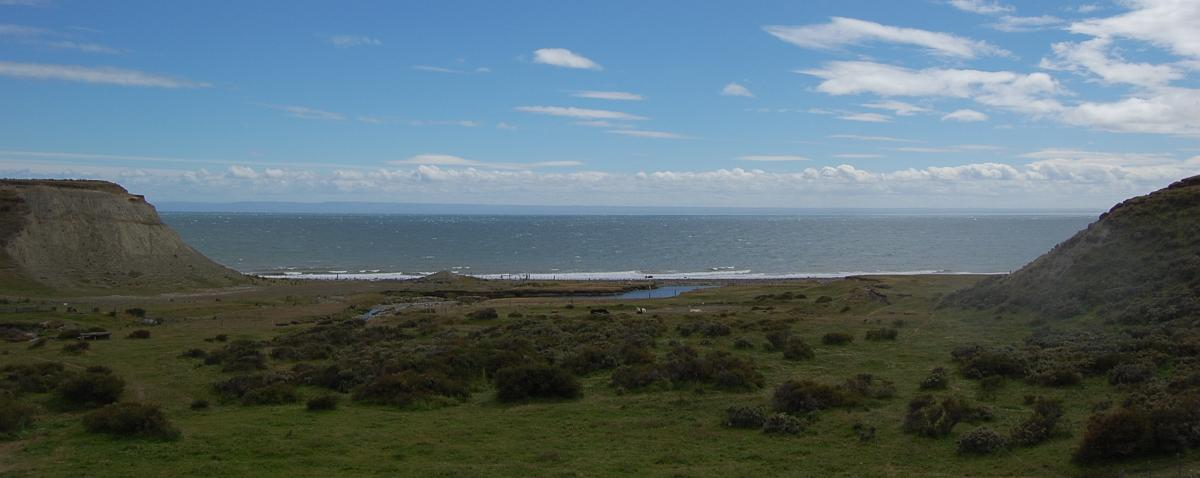
Vista de Bahía Inútil desde la Tierra del Fuego.

Bahía Inútil es una bahía de Chile, ubicada en la costa occidental de la isla grande de Tierra del Fuego. Se comunica con el estrecho de Magallanes mediante el paso Boquerón por el norte, y el canal Whiteside por el sur, los que la separan de la isla Dawson.
Su nombre fue elegido en 1827 por el capitán Phillip Parker King, quien comprobó que la bahía no ofrecía posibilidad «ni de anclaje ni de refugio, ni cualquier otra ventaja para el navegante». Con el nombre de Bahía Inútil fue conocida también la actual comuna de Timaukel, ubicada en la Provincia de Tierra del Fuego, XII Región de Magallanes.

## Características
Durante la última glaciación, existieron grandes glaciares que cubrían completamente la actual bahía. Durante el Último Máximo Glacial, el campo de hielo se extendía desde el norte de la actual Punta Arenas por el estrecho de Magallanes hasta la mitad de bahía Inútil, y a medida que se fue retirando el hielo, un lago proglacial ocupó buena parte de esta área hasta el más reciente avance glacial, que culminó hace aproximadamente 12 mil a 10 mil años.
Actualmente, es una extensa bahía bordeada de costas planas, bordeada por un camino costero que une caseríos y pequeños asentamientos ribereños como Caleta Rosario, Armonía, Caleta Jorquera, Puerto Nuevo, Onaisin (ex Estancia Caleta Josefina), Estancia La Florida, Villa Cameron y Timaukel. En su costa oriental, existe un lugar recurrente donde se agrupan Aptenodytes patagonicus, único en el continente, el que se encuentra dentro del Parque Pingüino Rey, de propiedad privada.
En los últimos años, se ha autorizado la extracción de moluscos y crustáceos en algunos sectores de bahía Inútil, tales como huepo o navaja de mar, cholga, chorito, choro, almeja, picoroco, maucho y lapa.